# Pycnoporus cinnabarinus
Pycnoporus cinnabarinus je gljiva iz porodice Polyporaceae. Karakteristična crvena nijansa koju ima plodno telo ove gljive dok je mlada omogućava njeno relativno lako prepoznavanje, budući da nema mnogo predstavnika reda Polyporales koji su tako jarke boje.

## Opis
Plodno telo je veličine 2-12 cm, široko 2-10 cm, debljine do 2 cm, široko pričvršćeno za supstrat, intenzivno cinober crvene ili narandžaste boje koja postepeno gubi na intenzitetu sušenjem, najčešće polukružnog do bubrežastog oblika, oštrih ivica, na gornjoj strani takođe pričvršćeno za supstrat centralnim delom. Gornja površina je somotasta, sa nejasno izraženim zonama i nabrana, vremenom postaje skoro glatka ili gruba. Donja površina koja čini himenijum je svetlocrvene ili narandžaste boje, pokrivena sitnim porama koje ponekad prelaze na supstrat. Donja površina prekrivena porama vremenom obično manje bledi od gornje površine. Drška je odsutna. 
Meso je žutonarandžaste do crvenonarandžaste boje, tvrdo, žilavo, vlaknasto, zonirano. Miris i ukus nisu izraženi. Sistem hifa je izgrađen od tri vrste hifa, generativnih, skeletalnih i vezujućih.
Spore su eliptične ili cilindrične, glatke, neamiloidne. Otisak spora je bele boje.

## Rasprostranjenje i stanište
Saprotrofna vrsta koja se razvija na trulim i mrtvim granama listopadnog drveća, najčešće bukve i trešnje, ređe na četinarskim vrstama. Na živom drvetu vrsta prouzrokuje belu trulež. Plodosna tela se javljaju obično pojedinačna ili u grupama koje čini nekoliko primeraka. Široko rasprostranjena, ali ne toliko česta vrsta, plodonosi od proleća do jeseni, a u topljim klimatskim predelima i tokom zimskog perioda. 

## Jestivost i lekovitost
Vrsta je nejestiva.
Ovoj vrsti se pripisuju lekovita svojstva jer su istraživanja pokazala da produkuje metabolite koji imaju antibakterijska svojstva. U plodnim telima kao i prilikom gajenja u tečnim kulturama akulumira se cinabarinska kiselina koja ima antibakterijski efekat na Gram-pozitivne bakterije roda Streptococcus. Tečna kultura filtrata P. cinnabarinus korišćena je i za inhibiciju rasta Gram-pozitivnih bakterija Escherichia coli i Pseudomonas aeruginosa.
Pored toga, pokazano je da su polisaharidi koji su ekstrahovani iz micelije P. cinnabarinus i primenjeni itraperitonealno, kod miševa ispoljili antitumorski efekat i sprečili rast sarcoma 180 i do 90%.

## Druge karakteristike
Sintetiše enzime koji razlažu policiklične aromatične ugljovodonike, a koji se koriste u sintetičkim tekstilnim bojama i ispituje njihova potencijalna upotreba u bioremedijaciji.

## Slične vrste
Može ličiti na vrstu Hapalopilus nidulans koja je narandžaste boje, manje veličine i u reakciji sa KOH boji se intezivno ljubičasto. Druga slična vrsta je P. sanguineus od koje je deblja , manje jarko obojena i ima sjajniju površinu. Vrsta P. cinnabarinus je toliko intenzivno i karakteristično obojena da je malo verovatno da se zameni sa nekom drugom vrstom.

## Literatura
- Breitenbach, J; Kranzlin, F. Fungi of Switzerland. Lucern: Edition Mycologia Lucerne.
- Узелац (2009). Гљиве Србије и Западног Балкана. Београд: БГВ Логик.